# Mattew Kiefer
Mattew Martin Kiefer (Evansville, Indiana, Estados Unidos, 22 de abril de 1983) es un exjugador de baloncesto estadounidense cuya carrera profesional transcurrió casi en su totalidad en España.

## Características
Se trata de un pívot muy versátil, capaz de anotar tanto de espaldas como cerca del aro, pero siempre en los alrededores de la canasta. Diestro en la ejecución.

## Trayectoria
Se formó en la Universidad de Purdue, como Brad Miller, su ídolo. Su trayectoria en Europa es corta. Después de terminar la universidad, donde se licenció en farmacia, empezó a jugar en Alemania en la temporada 2006-2007 con los Tigers Tübingen, donde promedió 8,35 puntos y 5,4 rebotes.
La primera experiencia de Kiefer en España fue en la LEB Plata. En el Gijón Baloncesto formó la mejor pareja de la categoría con Brandon Wolfram. En la siguiente temporada recaló en el CB Vic, con el que concluyó en el puesto duodécimo con 15 victorias y 19 derrotas para el año siguiente firmar por el CAI Zaragoza.

## Clubs
- (2002-2006): Universidad de Purdue  Estados Unidos
- (2006-2007): Tigers Tübingen  Alemania
- (2007-2008): Gijón Baloncesto  España
- (2008-2009): CB Vic  España
- (2009-2010): CAI Zaragoza  España
- (2009-2010): CBT Tarragona  España
- (2010-2011): Autocid Burgos  España